# Match des Étoiles de la Ligue majeure de baseball 1987
Le match des Étoiles de la Ligue majeure de baseball 1987 (MLB All-Star Game) est la 58e édition de cette partie annuelle qui oppose les meilleurs joueurs de la Ligue nationale et de la Ligue américaine, les deux composantes du baseball majeur.
L'événement a eu lieu le 14 juillet 1987 au Oakland-Alameda County Coliseum, domicile des Athletics d'Oakland, devant une foule de 49 671 spectateurs. C'était la toute première fois que la partie des Étoiles était disputée dans cette ville.
Tout comme au cours des deux parties d'Étoiles précédentes, les lanceurs des deux formations ont dominé le match. Pour la première fois de l'histoire du match des Étoiles, aucune équipe n'est parvenue à ouvrir le pointage avant la cinquième manche. Il a plutôt fallu treize manches pour que des points soient marqués, ce qui constitue, encore aujourd'hui, un record. En marquant deux points en début de treizième manche, la Ligue nationale a remporté l'affrontement par la marque de 2 à 0. Tim Raines, des Expos de Montréal, est élu joueur du match.
C'était la première fois en quinze ans que cette rencontre nécessitait des manches supplémentaires. Dans l'histoire de cet événement, seulement deux éditions ont nécessité plus de manches, soit les parties de 1967 (15 manches) et 1950 (14 manches). Avec cette victoire, la Ligue nationale demeurait invaincue lors des parties des Étoiles ayant nécessité des manches supplémentaires, portant sa fiche à 8-0. 

## Alignements partants

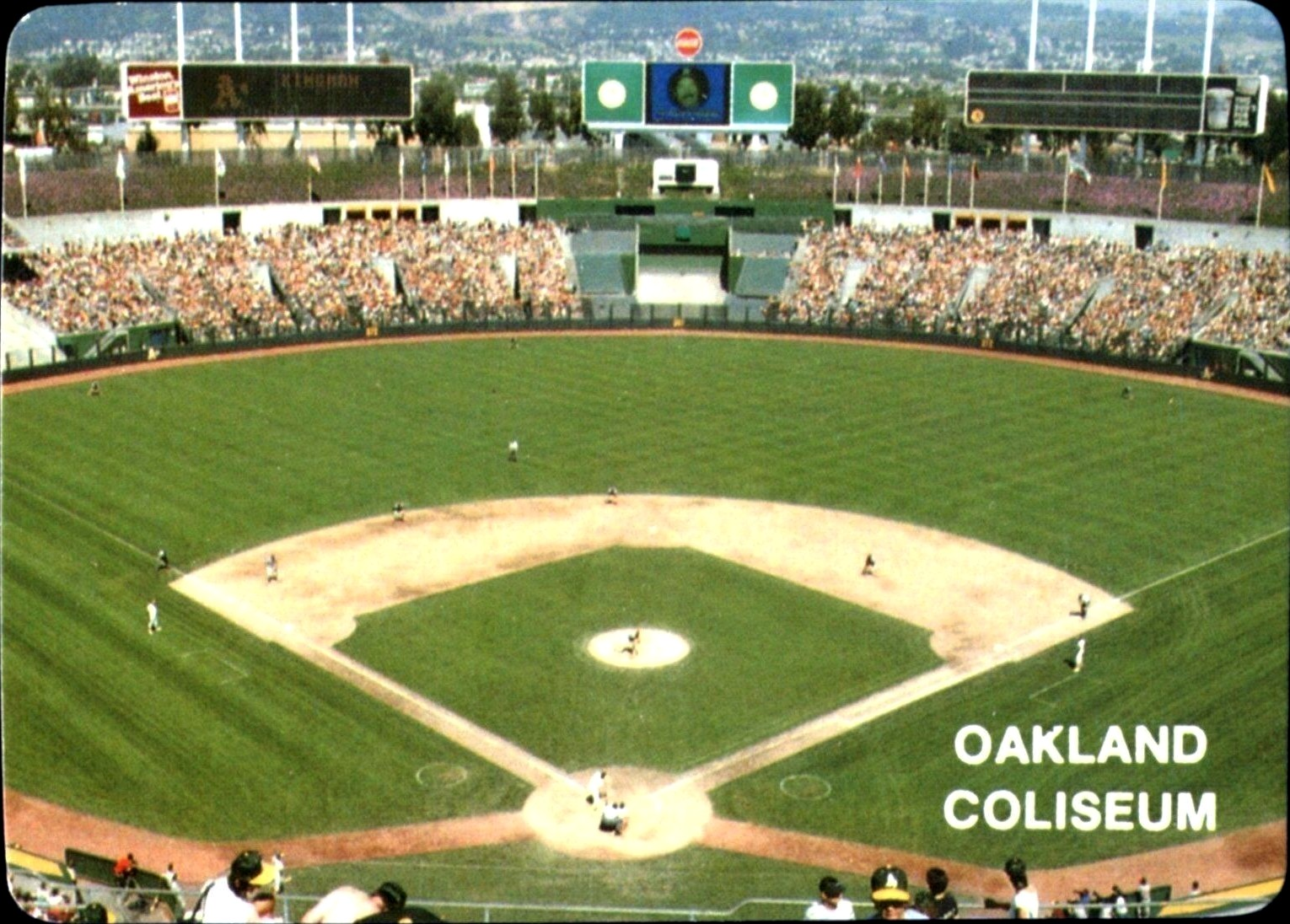
L'Oakland Coliseum en 1985.

### Ligue nationale
| Joueur            | position            | équipe                   |
| ----------------- | ------------------- | ------------------------ |
| Eric Davis        | voltigeur de gauche | Reds de Cincinnati       |
| Ryne Sandberg     | deuxième but        | Cubs de Chicago          |
| Andre Dawson      | voltigeur de centre | Cubs de Chicago          |
| Mike Schmidt      | troisième but       | Phillies de Philadelphie |
| Jack Clark        | premier but         | Cardinals de Saint-Louis |
| Darryl Strawberry | voltigeur de droite | Mets de New York         |
| Gary Carter       | receveur            | Mets de New York         |
| Ozzie Smith       | arrêt-court         | Cardinals de Saint-Louis |
| Mike Scott        | lanceur             | Astros de Houston        |

### Ligue américaine
| Joueur           | position            | équipe                |
| ---------------- | ------------------- | --------------------- |
| Rickey Henderson | voltigeur de centre | Yankees de New York   |
| Don Mattingly    | premier but         | Yankees de New York   |
| Wade Boggs       | troisième but       | Red Sox de Boston     |
| George Bell      | voltigeur de gauche | Blue Jays de Toronto  |
| Dave Winfield    | voltigeur de droite | Yankees de New York   |
| Cal Ripken Jr    | arrêt-court         | Orioles de Baltimore  |
| Terry Kennedy    | receveur            | Orioles de Baltimore  |
| Willie Randolph  | deuxième but        | Yankees de New York   |
| Bret Saberhagen  | lanceur             | Royals de Kansas City |

## Effectifs

### Ligue nationale
| Joueur           | position      | équipe                   |
| ---------------- | ------------- | ------------------------ |
| Steve Bedrosian  | lanceur       | Phillies de Philadelphie |
| Hubie Brooks     | arrêt-court   | Expos de Montréal        |
| Bo Diaz          | receveur      | Reds de Cincinnati       |
| Sid Fernandez    | lanceur       | Mets de New York         |
| John Franco      | lanceur       | Reds de Cincinnati       |
| Pedro Guerrero   | troisième but | Dodgers de Los Angeles   |
| Tony Gwynn       | voltigeur     | Padres de San Diego      |
| Keith Hernandez  | premier but   | Mets de New York         |
| Orel Hershiser   | lanceur       | Dodgers de Los Angeles   |
| Jeffrey Leonard  | voltigeur     | Giants de San Francisco  |
| Willie McGee     | voltigeur     | Cardinals de Saint-Louis |
| Dale Murphy      | voltigeur     | Braves d'Atlanta         |
| Tim Raines       | voltigeur     | Expos de Montréal        |
| Rick Reuschel    | lanceur       | Pirates de Pittsburgh    |
| Juan Samuel      | deuxième but  | Phillies de Philadelphie |
| Lee Smith        | lanceur       | Cubs de Chicago          |
| Rick Sutcliffe   | lanceur       | Cubs de Chicago          |
| Ozzie Virgil Jr. | receveur      | Braves d'Atlanta         |
| Tim Wallach      | troisième but | Expos de Montréal        |

### Ligue américaine
| Joueur          | position      | équipe                  |
| --------------- | ------------- | ----------------------- |
| Harold Baines   | voltigeur     | White Sox de Chicago    |
| Dwight Evans    | voltigeur     | Red Sox de Boston       |
| Tony Fernandez  | arrêt-court   | Blue Jays de Toronto    |
| Tom Henke       | lanceur       | Blue Jays de Toronto    |
| Jay Howell      | lanceur       | Athletics d'Oakland     |
| Bruce Hurst     | lanceur       | Red Sox de Boston       |
| Mark Langston   | lanceur       | Mariners de Seattle     |
| Mark McGwire    | premier but   | Athletics d'Oakland     |
| Jack Morris     | lanceur       | Tigers de Detroit       |
| Matt Nokes      | receveur      | Tigers de Detroit       |
| Larry Parrish   | troisième but | Rangers du Texas        |
| Dan Plesac      | lanceur       | Brewers de Milwaukee    |
| Kirby Puckett   | voltigeur     | Twins du Minnesota      |
| Harold Reynolds | deuxième but  | Mariners de Seattle     |
| Dave Righetti   | lanceur       | Yankees de New York     |
| Kevin Seitzer   | troisième but | Royals de Kansas City   |
| Pat Tabler      | premier but   | Indians de Cleveland    |
| Alan Trammell   | arrêt-court   | Tigers de Detroit       |
| Lou Whitaker**  | deuxième but  | Tigers de Detroit       |
| Mike Witt       | lanceur       | Angels de la Californie |

- Blessé, Lou Whitaker n'a pas pris part au match

## Déroulement du match

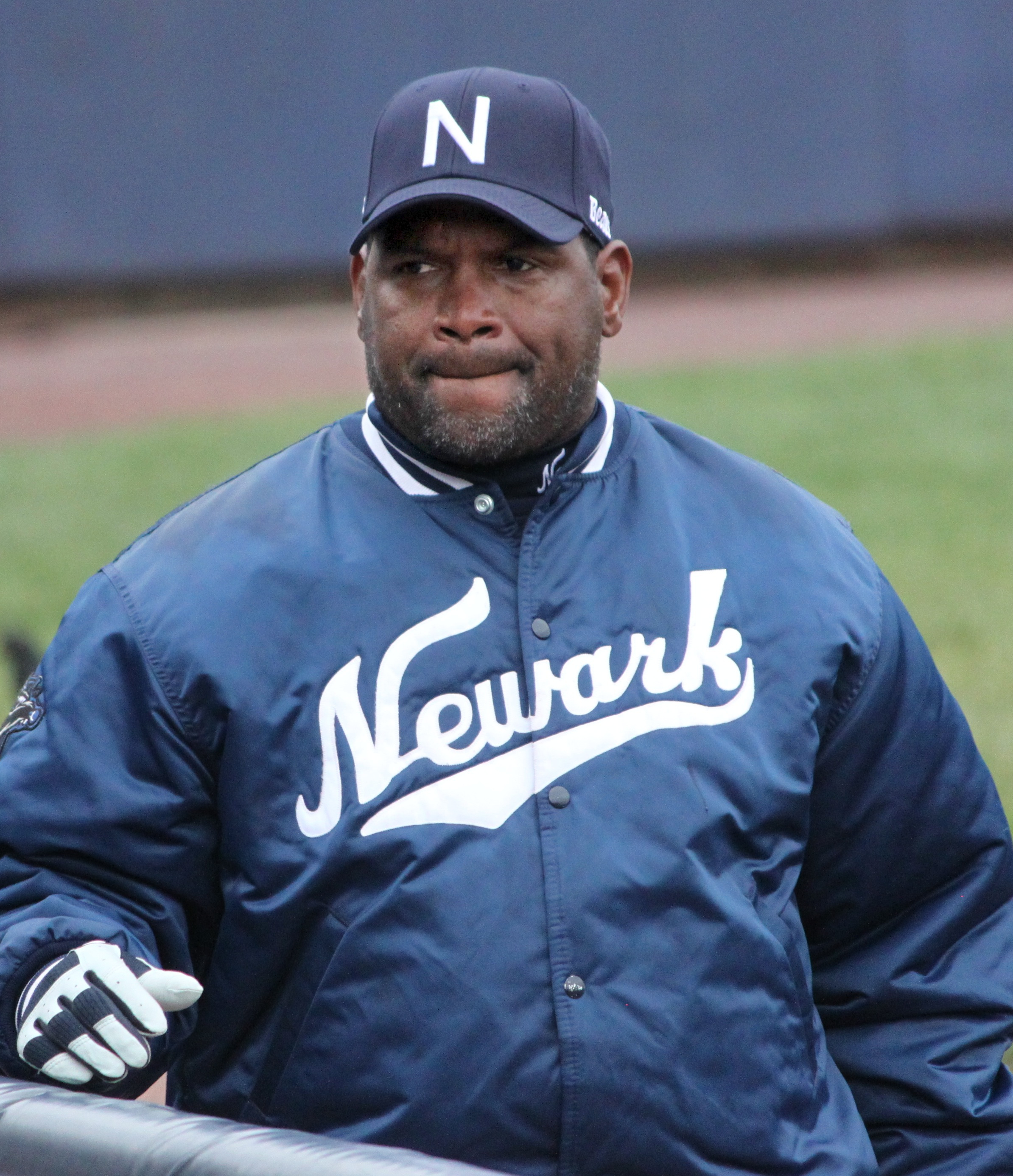
Tim Raines (ici photographié en 2011) est élu meilleur joueur du match d'étoiles en 1985.

Les neuf premières manches de la partie ont été dominées par les lanceurs. Alan Trammell (en troisième manche), Rickey Henderson (en cinquième manche) et Dwight Evans (en septième manche) sont les seuls coureurs qui ont atteint le deuxième but dans les huit premières manches, tous pour la Ligue Américaine. 
En neuvième, la Ligue Nationale a obtenu la première véritable chance de s'inscrire au tableau. Tim Raines a obtenu un simple après un retrait et a volé le deuxième but. Il a atteint le troisième but sur une erreur de Mark McGwire. Juan Samuel, le frappeur suivant, a ensuite frappé un ballon au champ extérieur, mais le relais parfait de Dwight Evans au marbre a retenu Raines au troisième but.  Jeffrey Leonard a suivi et  ballon hors ligne au receveur Matt Nokes a mis un terme à la menace.
En fin de neuvième, la Ligue Américaine a aussi obtenu sa meilleure chance. Dave Winfield a obtenu un but sur balles et a avancé au deuxième but sur un amorti sacrifice de Tony Fernandez. Après un but sur balles à Dwight Evans, Harold Reynolds a frappé dans un double jeu dans lequel Winfield a été retiré au marbre.
En onzième manche, la Ligue Américaine a placé un autre coureur en position de marquer, alors que Larry Parrish a atteint le troisième but après avoir amorcé la manche avec un simple, mais Tony Fernandez a été retiré sur des prises pour conclure la manche. 
En treizième manche, Tim Raines a poussé Ozzie Virgil Jr. et Hubie Brooks, auteurs d'un simple chacun, au marbre à l'aide d'un triple contre Jay Howell, produisant tous les points dont la Ligue Nationale avait besoin pour gagner la rencontre.
Howell a subi la défaite, pendant que Lee Smith était crédité d'une victoire qu'a protégé Sid Fernandez, dernier joueur disponible pour la Ligue Nationale.

## Concours de coups de circuit
Le concours de coup de circuit de cette partie des Étoiles impliquait deux frappeurs pour chaque ligue, alors qu'il y en avait eu cinq lors de la première présentation et trois l'année précédente.
| Joueur             | Équipe             | Circuits           |
| Ligue américaine 2 | Ligue américaine 2 | Ligue américaine 2 |
| ------------------ | ------------------ | ------------------ |
| George Bell        | Toronto            | 1                  |
| Mark McGwire       | Oakland            | 1                  |
| Ligue nationale 6  |                    |                    |
| Andre Dawson       | Chicago            | 4                  |
| Ozzie Virgil Jr.   | Atlanta            | 2                  |